# ويليام ويلسون (بستاني)
ويليام ويلسون (بالإنجليزية: William Wilson)‏ هو  نيوزيلندي، ولد في 2 أبريل 1819 في Castle Douglas ‏ في المملكة المتحدة، وتوفي في 8 نوفمبر 1897 في كرايستشرش في نيوزيلندا.